# Holland, Quận Brown, Wisconsin
Holland là một thị trấn thuộc quận Brown, tiểu bang Wisconsin, Hoa Kỳ. Năm 2010, dân số của thị trấn này là 1.487 người.